# Cyclooctane
Le cyclooctane (C8H16) est un cycloalcane qui entre dans la fabrication du nylon 6-8.
On l'obtient par hydrogénation catalytique du 1,5-cyclooctadiène. Il est utilisé comme produit intermédiaire dans la production de matières plastiques, de fibres, d'adhésifs et de revêtements.